# Афанасьєва Мар'яна Володимирівна
Афана́сьєва Мар'я́на Володи́мирівна  — українська науковець-конституціоналіст Одеської школи права, заслужений юрист України (2017), доктор юридичних наук (2015), професор (2020), адвокат, член Науково-консультативної ради Конституційного Суду України (з квітня 2019), професор кафедри конституційного права Національного університету «Одеська юридична академія».

## Біографічна довідка
2000 року закінчила Одеську національну юридичну академію за спеціальністю «Правознавство».
2 квітня 2004 року захистила дисертацію на тему «Конституційно-правове забезпечення виборчих технологій в Україні» (спеціальність 12.00.02) та отримала диплом кандидата юридичних наук (номер ДК № 024821).
У 2004—2012 роках обіймала посади асистента, старшого викладача, доцента кафедри конституційного права Одеської національної юридичної академії (з 2010 року — Національного університету «Одеська юридична академія»). Очолювала консультативний центр виборчого права і електоральних технологій університету.
З лютого 2006 року є адвокатом.
Із жовтня 2012 року — професор конституційного права НУ «Одеська юридична академія».
У 2012—2014 роках входила до складу Конституційної асамблеї згідно з Указом Президента України.
14 березня 2015 року захистила докторську дисертацію на тему «Виборча інженерія в Україні: теоретико-методологічні засади та конституційно-правове забезпечення» (спеціальність 12.00.02). Науковий ступінь доктора юридичних наук присвоєно наказом Міністерства освіти і науки України від 30 червня 2015 року.
У 2015—2016 роках виконувала обов'язки віце-президента, проректора з наукової роботи, а у 2016—2017 роках — завідувача кафедри конституційного права НУ «Одеська юридична академія».
З 2018 року — адвокат Адвокатського об'єднання «АС».
У жовтні 2018 року ввійшла до новоутвореного Комітету з конституційного правосуддя та прав людини Ради адвокатів Одеської області.
У грудні 2018 року обрана до складу Комітету з питань верховенства права при Національній асоціації адвокатів України.
У квітні 2019 року обрана членом Науково-консультативної ради Конституційного Суду України.
У вересні 2020 року присвоєно вчене звання професора.

## Практична діяльність
Брала участь як науковий консультант у виборчих компаніях 1998, 2006, 2010 р. та як заступник голови ОВК 2012, 2014 рр.
Є адвокатом Адвокатського об'єднання «АС», членом Комітету верховенства права Національної асоціації адвокатів України, членом Комітету з конституційного правосуддя та прав людини Ради адвокатів Одеської області.
Є виконавцем проєкту №EIDHR/2017/389-933 «Захист прав людини та підтримка правозахисників на материковій території України та Криму» у січні 2018 р. — грудні 2019 р., реалізовуваного з Європейським центром захисту прав людини (EHRAC) (Мідлсекський університет, м. Лондон, Велика Британія) за фінансової підтримки Європейського Союзу.
Є виконавцем (національним короткостроковим експертом) проєкту Ради Європи «Support to the implementation of the judicial reform in Ukraine» («Підтримка впровадження судової реформи в Україні») з червня 2019 року.
Є виконавцем (експертом) проєкту Democracy Reporting International (Germany) «Going beyond Kyiv. Empowering Regional Actors of Change to Contribute to Key Political Reforms in Ukraine», що фінансується Федеральним Міністерством Закордонних Справ Німеччини з листопада 2019 року.

## Науково-організаційна діяльність
З березня 2015 до серпня 2016 року М. В. Афанасьєва — віце-президент, проректор з наукової роботи Національного університету «Одеська юридична академія».
Була заступником голови редакційної колегії фахового наукового видання «Юридичний вісник». Є членом редакційної колегії фахового наукового видання «Актуальні проблеми політики».
Член спеціалізованої вченої ради Д 41.086.01 в Національному університеті «Одеська юридична академія» з правом прийняття до розгляду та проведення захисту дисертацій на здобуття наукового ступеня доктора (кандидата) юридичних наук зі спеціальностей: 12.00.01 — теорія та історія держави і права; історія політичних і правових учень; 12.00.02 — конституційне право; муніципальне право; 12.00.07 — адміністративне право і процес; фінансове право; інформаційне право; 12.00.10 — судоустрій; прокуратура та адвокатура.
Підготувала одного кандидата юридичних наук — Грабову Яніну Олександрівну.
Під науковим керівництвом М. В. Афанасьєвої студентка О. В. Негара стала переможцем (диплом ІІІ ступеня) Всеукраїнського конкурсу студентських наукових робіт зі спеціальності «Право» у 2017/2018 навчальному році.

## Основні наукові здобутки
Сфера наукових інтересів охоплює виборче право, адміністративне судочинство, практику Європейського суду з прав людини, захист прав корінних народів, рівність у праві тощо.
Дисертація М. В. Афанасьєвої на тему: «Виборча інженерія в Україні: теоретико-методологічні засади та конституційно-правове забезпечення» стала першим вітчизняним монографічним конституційно-правовим дослідженням виборчої інженерії в Україні, спрямованим на визначення теоретико-методологічних засад зазначеного феномену, удосконалення його конституційно-правового забезпечення шляхом внесення науково обґрунтованих пропозицій та формулювання нових правових конструкцій. У ній було вперше запропоновано визначення виборчої інженерії як цілеспрямованої, раціональної, науково та прагматично обґрунтованої діяльності з конституційно-правового конструювання виборчої системи та технологій виборчого процесу з метою отримання заданого політико-правового результату. Уперше визначено гносеологічні витоки виборчої інженерії, теоретико-методологічні напрями, завдяки яким сформувалася її науково-практична парадигма, та розкрито сутність виборчої інженерії як складної конституційно-правової діяльності та представлено її структуру, визначено та розкрито технологію виборчої інженерії, яку утворюють телеологічна, конструктивна, прогностична та результативна складові.
Також було вперше обґрунтовано застосування соціоінженерного підходу до пізнання та перетворення політико-правової сфери та запропоновано телеологічний та технологічний критерії оцінки ефективності виборчого законодавства та його впливу на політико-правову дійсність.
Крім того, автором сформульовано заперечення традиційного розуміння поняття виборчої системи у широкому та вузькому значенні та запропоновано закріплення у виборчому законодавстві принципу неприпустимості зловживання правом.
Результати і матеріали дослідження впроваджено:
1. у нормопроектну діяльність шляхом розробки та подання дисертантом на розгляд як члена Конституційної асамблеї пропозицій з удосконалення положень Розділу ІІІ «Вибори. Референдум» Конституції України;
2. у правозастосовну діяльність під час виконання повноважень заступника голови окружної виборчої комісії на чергових виборах народних депутатів України 2012 р. та позачергових парламентських виборах 2014 р. (довідка про апробацію результатів дослідження у виборчому процесі від 05.11.2012 р. № 417; акт впровадження результатів дослідження у виборчий процес від 12.11.2014 р. № 548)[11].

Також М. В. Афанасьєва запропонувала єдиний методологічний підхід кваліфікаційного оцінювання суддів (кандидатів на посаду судді), згідно з яким рекомендовано:
1. визначити за кожним з трьох критеріїв оцінювання вагу кожного показника та його складових у балах, які проставляються виключно на підставі інформації (документів), що містяться в матеріалах суддівського досьє (досьє кандидата на посаду судді);
2. показники, які визначаються на підставі тестувань особистих морально-психологічних якостей та загальних здібностей, мають оцінюватися виключно на підставі висновку про підсумки таких тестувань, без впливу суб'єктивної думки членів Комісії, виходячи з відповідності отриманих кандидатом показників встановленому оптимальному рівню відповідних якостей;
3. показники за критерієм «доброчесність» оцінювати, керуючись презумпцією доброчесності, тобто пропонується оцінювати всіх суддів (кандидатів на посаду судді) апріорі у максимальний бал і лише за наявності належних доказів невідповідності вимогам доброчесності відраховувати відповідну кількість балів з посиланням на джерело інформації, зокрема на вмотивовані висновки (інформацію) Громадської ради доброчесності;
4. дискреційні повноваження членів ВККС під час проведеня кваліфікаційного оцінювання (конкурсного відбору) мають бути обмежені 50 балами (25 балів за критерієм «професійна етика» та 25 балів за критерієм «доброчесність»), які виставляються за результатами співбесіди;
5. результати кваліфікаційного оцінювання в балах щодо окремого судді (кандидата на посаду судді) відображаються в таблиці за кожним показником та його складовими з посиланням на відповідне джерело інформації. Таблиця є невід'ємною частиною остаточного рішення ВККС про підтвердження/непідтвердження здатності здійснювати правосуддя та підлягає публікації на сайті ВККС[12].

Крім того, М. В. Афанасьєва пропонує встановити показники відповідності кандидата на посаду судді критеріям кваліфікаційного осцінювання та засоби їх встановлення (на прикладі кандидатів на посаду судді з числа осіб, які мають науковий ступінь у сфері права та встановлений законом відповідний стаж наукової роботи).
Цей підхід було підтримано, зокрема, суддею Одеського апеляційного адміністративного суду, к.ю.н. Олександром Кравцем та погоджено на Судовому форумі 12-13 грудня 2019 року в місті Святогірськ Донецької області, організованому Асоціацією розвитку суддівського самоврядування України за підтримки Програми ООН із відновлення та розбудови миру, Норвезької ради біженців в Україні, Проекту Європейського союзу «Підтримка реформ юстиції і правосуддя в Україні (ПРАВО-JUSTICE)», ЮНІСЕФ в Україні.
Також працює над проблемами реалізації конституційних прав громадян України в умовах окупації, реалізації конституційного принципу рівності та заборони дискримінації.

## Основні праці
М. В. Афанасьєва є автором понад 100 наукових публікацій. Деякі з них (усі монографії, зокрема і колективні, більшість наукових статей) подано нижче. Її роботи станом на початок 2021 року процитовано понад 120 разів.
```
Монографії:
```

1. Афанасьева М. В. Избирательные технологии в Украине: конституционно-правовое обеспечение: Монография. — Одесса: Юридична література, 2007. — 200 с.
2. Одесская школа права. Введение в украинское право / С. В. Кивалов, Н. В. Анищук, Т. А. Остапенко и др. ; под общ. ред. С. В. Кивалова ; отв. ред. М. В. Афанасьева ; сост. Ю. Д. Батан ; МОН Украины, НУ ОЮА. — 3-е изд., перераб. и доп. — Одесса : Юридична література, 2016. — 504 с.

```
Навчальні та навчально-методичні посібники (підручники):
```

1. Конституційне право України (загальна частина): навчально-методичний посібник для студентів юридичного коледжу /М. В. Афанасьєва. — О.: Фенікс, 2009. — 56 с.
2. Конституційне право України (особлива частина): навчально-методичний посібник для студентів юридичного коледжу /М. В. Афанасьєва. — О.: Фенікс, 2009. — 60 с.
3. Проблемы современной конституционалистики: учеб. пособие: пер. с укр. яз. / М. Ф. Орзих, А. Р. Крусян, Н. В. Мишина, М. В. Афанасьева (Розділ 2 Методологии конституционной науки и практики, С. 26 — 58), В. Р. Барский, В. А. Григорьев, А. А. Езеров, Д. С. Терлецкий; ред.: М. Ф. Орзих; Нац. ун-т «Одес. юрид. акад.». — Доп. и перераб. изд. — К. : Юринком Интер, 2012. — 366 c. — Библиогр.: с. 352—362 — рус.
4. Конституционные преобразования в Украине: история, теория и практика: монография / М. Ф. Орзих, М. В. Афанасьева (Розділ — Тенденції реформування виборчого законодавства України), Ю. Ю. Бальций, А. А. Езеров, А. Р. Крусян, В. А. Михалев, Н. В. Мишина, Е. В. Олькина, Б. А. Пережняк, Е. И. Словская, О. В. Совгиря, Д. С. Терлецкий, В. Н. Шаповал, Н. Г. Шуклина; ред.: М. Ф. Орзих; Нац. ун-т «Одес. юрид. акад.». — К. : Юринком Интер, 2013. — 509 c. — рус.
5. Афанасьєва М. В. Виборча інженерія в Україні : монографія / М. В. Афанасьєва ; МОН України, НУ «ОЮА». – Одеса : Юрид. л-ра, 2014. – 384 с.
6. Конституційне право України: прагматичний курс : навч. посіб. / М. В. Афанасьєва, Ю. Ю. Бальцій, Ю. Д. Батан [та ін.] : за заг. ред. М. В. Афанасьєвої, А. А. Єзерова ; тех. ред. Ю. Д. Батан. - Одеса : Юридична література, 2017. - 256 с.
7. Конституційне право України : навч.-метод. посібник [Електронний ресурс] / Д. С. Терлецький, М. В. Афанасьєва, Ю. Д. Батан та ін. ; за заг. ред. Д. С. Терлецького. - Одеса : 2020. - 242с. Режим доступу: http://dspace.onua.edu.ua/handle/11300/12412 [Архівовано 11 квітня 2021 у Wayback Machine.] DOI 10.32837/11300.12412

```
Наукові статті та тези доповідей:
```

1. Афанасьєва М. В. Передвиборна агітація в ході виборів у органи місцевого самоврядування / М. В. Афанасьєва // Актуальні проблеми держави і права / За ред. С. В. Ківалова. — Одеса: Юрид. літ., 2001. — Вип. 11. — С. 168—171.
2. Афанасьєва М. В. Визначення типу виборчої системи сучасної України / М. В. Афанасьєва // Актуальні проблеми політики // Зб. наукових праць / За ред. С. В. Ківалова. — Одеса: Юрид. літ., 2001. — Вип. 12. — С. 606—611.
3. Афанасьєва М. В. Правове забезпечення виборчих технологій / М. В. Афанасьєва // Актуальні проблеми держави і права / Зб. наукових праць. — Одеса: Юрид. літ., 2001. — Вип. 16. — С. 243—246.
4. Афанасьєва М. В. Визначення типу виборчої системи сучасної України // Парламентаризм в Україні: теорія та практика / М. В. Афанасьєва // Матеріали міжнародної науково-практичної конференції. — К.: Інститут законодавства, 2001. — С. 132—136.
5. Афанасьєва М. В. Нормативно-правове забезпечення використання ЗМІ в ході передвиборної агітації / М. В. Афанасьєва //Актуальні проблеми держави і права. — Збірник наукових праць. — Випуск 22. — Одеса, Юридична література. — 2004. — С.233-238.

6. Афанасьєва М. В. Законодавство України про територіальну організацію виборів Президента / М. В. Афанасьєва // Вибори Президента України — 2004: проблеми теорії та практики. Збірник матеріалів міжнародної науково-практичної конференції. Київ, 9-10 червня 2005 року. — К.: Атака, 2005. — С. 451—455.
7. Афанасьєва М. В. Правове забезпечення адміністративних виборчих технологій / М. В. Афанасьєва // Актуальні проблеми держави та права. — Збірник наукових праць. — Одеса, Юридична література. — 2005. — Вип. 25. — С. 182—185.
8. Афанасьєва М. В. Реформа адміністративно-територіального устрою та територіальна організація виборів / М. В. Афанасьєва // Актуальні проблеми держави та права. — Збірник наукових праць. — Одеса, Юридична література. — 2005. — Вип. 26. — С. 91-95.
9. Афанасьєва М. В. Проблеми поновлення виборцями порушених виборчих прав у адміністративному порядку / М. В. Афанасьєва // Вибори — 2006: Досвід. Проблеми. Перспективи: Збірник матеріалів міжнародної науково-практичної конференції. Київ, 31 жовтня — 1 листопада 2006 року. — К.: Атака, 2007. — С. 270—274.
10. Афанасьєва М. В. Особливості реалізації права на судове оскарження в межах виборчого процесу / М. В. Афанасьєва // Актуальні проблеми держави та права. — Збірник наукових праць. — Одеса, Юридична література. — 2006. –Вип. 29. — С.315-318.
11. Афанасьєва М. В. Конституційно-правове регулювання створення та функціонування державного реєстру виборців в Україні / М. В. Афанасьєва // Актуальні проблеми держави та права. — Збірник наукових праць. — Одеса, Юридична література. — 2007. –Вип. 36. — С.324-328.
12. Афанасьєва М. В. Моральні передумови використання виборчих технологій / М. В. Афанасьєва // Юридичний вісник. — 2007. — № 4. –С.102-104.
13. Афанасьева М. В. Избирательные технологии в Украине: правовое обеспечение и использование на отдельных стадиях избирательной кампании / М. В. Афанасьєва // Доктринальное сопровождение юридической практики: история и современный опыт кафедры конституционного права: Сборник научно-практических статей — Одесса: Юридическая литература, 2007. — С. 194—228.
14. Афанасьєва М. В. Переосмислення принципу поділу державної влади з використанням конституційних ідей Л. П. Юзькова / М. В. Афанасьєва //Правове життя сучасної України: Тези доповідей Всеукраїнської наукової конференції «Правове життя сучасної України» / Одеська національна юридична академія. — О.: Фенікс, 2008. –С. 144—146.
15. Афанасьєва М. В. Технологізація політико-правових процесів / М. В. Афанасьєва // Правове життя сучасної України: Тези доповідей Міжнародної наукової конференції професорсько-викладацького і аспірантського складу / Відп. ред. д-р юрид. наук. проф. Ю. М. Оборотов // Одеська національна юридична академія. — О.: Фенікс, 2009 — С. 191—193.
16. Афанасьєва М. В. Вибори Президента України: законодавча інженерія та виборчі технології / М. В. Афанасьєва // Правове життя сучасної України. — Правове життя сучасної України: Тези доповідей Міжнародної наукової конференції професорсько-викладацького і аспірантського складу (м. Одеса, 21-22 травня 2010 р.) // Одеська національна юридична академія. — О.: Фенікс, 2010. — С.231-233 (810 с.).
17. Афанасьєва М. В. Виборчі технології та виборче право: проблема кореляції / М. В. Афанасьєва // Наукові праці Одеської національної юридичної академії. — Т. VIII. / редкол.: С. В. Ківалов (голов. ред) та ін. — Одеса, Юридична література, 2009. — С.137-142. (328 с.). http://www.onua.edu.ua/.../nauka/nauk_praci-NUOLA/tom_08.pdf
18. Афанасьєва М. В. Телеологічний та технологічний критерії ефективності виборчого законодавства / М. В. Афанасьєва // Вісник Центральної виборчої комісії. — 2010. — № 2. — С.72-77. http://www.cvk.gov.ua/visnyk/pdf/2010_2/visnik_st_19.pdf [Архівовано 3 жовтня 2016 у Wayback Machine.]
19. Афанасьєва М. В. Виборча інженерія: до постановки питання / М. В. Афанасьєва // Юридичний вісник — 2010. — № 4. — С.43-49 http://pravoznavec.com.ua/period/article/5909/%CC#chapter
20. Афанасьєва М. В. Виборча інженерія як законодавче проектування // Актуальні проблеми політики. Збірник наукових праць. — Одеса: Фенікс, 2010. — Вип. 40. — С63-69.
21. Афанасьєва М. В. Наукове забезпечення конституційно-правових новацій / М. В. Афанасьєва // Актуальні питання державотворення в Україні очима молодих учених. Збірник наукових праць міжнародної науково-практичної конференції студентів, аспірантів та молодих учених: Матеріали міжнародної науково-практичної конференції студентів, аспірантів та молодих учених Київського національного університету імені Тараса Шевченко (23 квітня 2010 року). — К., 2010. — Ч.1. — 112—113.
22. Афанасьєва М. В. Технологізація як тенденція розвитку виборчих кампаній в Україні / М. В. Афанасьєва // Стратегія розвитку України у глобальному середовищі/ Матеріали IV міжнародної науково-практичної конференції 17-19 листопада 2010 р. — Сімферополь: ВіТроПринт, 2010. — С.215-218.
23. Афанасьєва М. В. Випереджальне відображення як філософсько-правове підґрунтя виборчої інженерії / М. В. Афанасьєва // Генезис публічного права: від становлення до сучасності: збірник наукових праць / за ред.. С. В. Ківалова. — Миколаїв: Іліон, 2010. — С.18-19. http://www.apdp.in.ua/v63/26.pdf [Архівовано 14 травня 2022 у Wayback Machine.]
24. Афанасьєва М. В. Новітні методологічні засоби міждисциплінарного синтезу в конституційно-правовій науці та практиці / М. В. Афанасьєва // Сучасні проблеми правової системи України: збірник матеріалів ІІ Міжнародної наук.-практич. Конф. (28 жовтня 2010 р., м. Київ)/ Київський ун-т права НАН України — Випуск 2. — К.: Вид-во Європейського ун-ту, 2010. — С.144-146.
25. Афанасьєва М. В. Суб'єктивазація та суб'єктивізм у проектуванні виборчого законодавства / М. В. Афанасьєва // Моральні основи права: матеріали міжн. наук.-практ. конф. Івано-Франківськ, 16 грудня 2010 року. — С. 262—265.
26. Афанасьєва М. В. До питання маніпуляції у виборчому законодавстві / М. В. Афанасьєва // Проблеми сучасної правової системи України: Всеукраїнські науково-практичні читання, м. Львів, 25-26 лютого 2011 р. — Львів: у 2-х томах. — Західноукраїнська організація «Центр правничих ініціатив», 2011 — Т. — 1. — С. 38-39.
27. Афанасьєва М. В. Інженерно-технологічний підхід до законодавства про місцеві вибори / М. В. Афанасьєва // Наукові праці Національного університету «Одеська юридична академія» Т.ІХ /Редкол.: С. В. Ківалов. — Одеса: Юридична література, 2010. — 440 с. С.300-308. http://www.onua.edu.ua/.../nauka/nauk_praci-NUOLA/tom_09.pdf 
28. Афанасьєва М. В. Призначення виборів Президента України — складова виборчої інженерії / М. В. Афанасьєва // Юридичний вісник. — 2011. — № 2. — С.69-75. http://pravoznavec.com.ua/period/article/5866/%CC [Архівовано 14 лютого 2021 у Wayback Machine.]
29. Афанасьєва М. В. Суб'єктивація та суб'єктивізм у виборчій інженерії / М. В. Афанасьєва // Актуальні проблеми держави та права: збірник наукових праць. Вип. 60 /Редкол.: С. В. Ківалов. — Одеса: Юридична література, 2011. –584 с.– С. 281—288. http://irbis-nbuv.gov.ua/cgi-bin/irbis_nbuv/cgiirbis_64.exe?C21COM=2&I21DBN=UJRN&P21DBN=UJRN&Z21ID=&IMAGE_FILE_DOWNLOAD=1&Image_file_name=PDF/apdp_2011_60_40.pdf
30. Афанасьєва М. В. Зловживання правом у виборчому процесі/ М. В. Афанасьєва // Наукові праці Національного університету «Одеська юридична академія». — 2011. — № 10 — С. 153—163. http://www.onua.edu.ua/.../nauka/nauk_praci-NUOLA/tom_10.pdf
31. Афанасьєва М. В. Зловживання пасивним виборчим правом: теорія та практика / М. В. Афанасьєва // Актуальні проблемі держави та права: збірн. наук. праць. Вип. 61 / редкол. : С. В. Ківалов та ін. — Одеса: Юридична література, 2011. — С. 203—211. http://www.apdp.in.ua/v61/27.pdf
32. Афанасьєва М. В. Голосування «contra omnes» як складова виборчої інженерії /М. В. Афанасьєва // Юридичний вісник. — 2011. — № 4. — С. 80–83. http://pravoznavec.com.ua/period/article/5840/%CC
33. Афанасьєва М. В. Тенденції законодавчого регулювання виборчого процесу в Україні /М. В. Афанасьєва // Митна справа. — 2011. — № 6(78), частина 2, книга 2. — С. 580—585.
34. Афанасьєва М. В. Випереджальне відображення як філософське підґрунтя виборчої інженерії /М. В. Афанасьєва // Актуальні проблемі держави та права: збірн. наук. праць. Вип. 63. / редкол. : С. В. Ківалов та ін. — Одеса: Юридична література, 2012. — С. 177—184. http://www.apdp.in.ua/v63/26.pdf [Архівовано 14 травня 2022 у Wayback Machine.]
35. Афанасьєва М. В. Методологічні підходи до дослідження феномена «виборча інженерія» /М. В. Афанасьєва // Актуальні проблеми політики: зб. наук. пр. / гол. ред. С. В. Ківалов. — Одеса: Національний університет «Одеська юридична академія»: Південноукраїнський центр тендерних проблем, 2012. — Вип. 44. — С. 48–57.
36. Афанасьєва М. В. Поняття «виборча система» вітчизняний та зарубіжний досвід /М. В. Афанасьєва // Митна справа. — 2012. — № 2 (80) частина 2, книга 2 — С.318–327.
37. Афанасьєва М. В. Виборча система: поняття та сучасне розуміння /М. В. Афанасьєва // Юридичний вісник. — 2012. — № 1. — С.21 — 31. http://pravoznavec.com.ua/period/article/5811/%CC#chapter [Архівовано 15 лютого 2021 у Wayback Machine.]
38. Афанасьєва М. В. Критерії законодавчого проектування виборчої системи в Україні /М. В. Афанасьєва // Вісник Національного технічного університету України «Київський політехнічний інститут». Політологія. Соціологія. Право. — 2012. — № 2 http://pravoznavec.com.ua/period/article/5777/%CC [Архівовано 8 лютого 2021 у Wayback Machine.]
39. Афанасьєва М. В. Голосування виборців за кордоном як елемент виборчої інженерії /М. В. Афанасьєва // Актуальні проблемі держави та права: збірн. наук. праць. Вип. 64 / редкол. : С. В. Ківалов та ін. — Одеса: Юридична література, 2012. http://www.apdp.in.ua/v64/17.pdf [Архівовано 14 травня 2022 у Wayback Machine.]
40. Афанасьєва М. В. Ефективна участь національних меншин у виборах / М. В. Афанасьєва // Актуальні проблеми держави та права: збірн. наук. праць. Вип. 65 / редкол. : С. В. Ківалов та ін. — Одеса: Юридична література, 2012. — С.53-60. http://www.apdp.in.ua/v65/07.pdf [Архівовано 12 березня 2022 у Wayback Machine.]
41. Афанасьєва М. В. Джеррімендерінг у США: історія та сучасні прояви / М. В. Афанасьєва // Митна справа — 2012. — № 3(81), част. 2, книга 2 травень-червень 2012 року. — С. 219—225 http://archive.mdct.ru/portal/Soc_Gum/Ms/2012_3_2/index.htm
42. Афанасьєва М. В. Територіальна організація виборів: законодавчі критерії та виборча практика //Актуальні проблеми політики. — Збірник наукових праць. 2012. — Вип.47. — С.80-92
43 Афанасьєва М. В. Критерії законодавчого проектування територіальної організації виборів // Юридичний вісник. — 2012. — № 2. –С.17-23 http://yurvisnyk.in.ua/v2_2012/03.pdf [Архівовано 9 березня 2022 у Wayback Machine.]
44. Афанасьєва М. В. Суб'єктна складова голосування громадян за кордоном / М. В. Афанасьєва // Весенние юридические чтения: Материалы Международной научно-практической конференции «Весенние юридические чтения» (27-28 апреля 2012 г., Харьков, Украина). — Х. : ИФИ, 2012. — С. 36-39 [Електронний ресурс] — Режим доступу : http://www.memorandum.su/pdf/LawConf_2012_04_27.pdf
45. Афанасьєва М. В. Критерії законодавчого проектування виборчої системи в Україні / М. В. Афанасьєва // Правове життя сучасної України: матер. міжнар. наук. конф. проф.-викл. складу (Одеса, 20-21 квітня 2012 р.). Т.1 / відп.за випуск д.ю.н., проф. В. М. Дрьомін / Націон. ун-т «Одеська юридична академія». — Одеса: Фенікс, 2012. — С. 270—272 — 0,2 друк. арк..
46. Афанасьєва М. В. Виборча інженерія — нове поняття у категоріальному апараті конституційно-правової науки /М. В. Афанасьєва // Питання удосконалення методології сучасної юриспруденції: тези Другої Міжнар. наук. конф., присвяч. памяті проф. О. В. Сурілова (м. Одеса, 30-31 березня 2012 р.) / за аг. Ред.. Ю. М. Оборотова. — Одеса: Фенікс, 2012. — С. 206—208. — 0,2 друк. арк.
47. Афанасьєва М. В. Міжнародно та національно-правовий вимір забезпечення голосування виборців за кордоном / М. В. Афанасьєва // Міжнародно та національно-правовий вимір забезпечення стабільності: матеріали Міжнародної науково-практичної конференції, м. Львів, 5 травня 2012 р. — Львів 6 Західна організація «Центр правничих ініціатив», 2012. — С. 24-25. — 0,2 друк. арк.
48. Афанасьєва М. В. Зловживання суб'єктивним виборчим правом / М. В. Афанасьєва // Держава і право: проблеми становлення і стратегії розвитку: Збірник матеріалів V міжнародної науково-практичної конференції (19-20 травня 2012 року, м. Суми) І частина / Сумська філія Харківського національного університету внутрішніх справ. — Суми 6 ТОВ "Друкарський дім «ПАПІРУС», 2012. — С. 131—133.
49. Афанасьєва М. В. Технології пропорційного розподілу представницьких мандатів / М. В. Афанасьєва // Митна справа. — 2012, — № 4(82), част.2, книга 2. — С. 195—202.
50. Афанасьєва М. В. Призначення дати виборів до органів публічної влади з підстав політичної доцільності // Теоретичні та практичні проблеми забезпечення сталого розвитку державності та права: матер. Міжнар. наук. конф. (Одеса, 30 листопада 2012 р.) Т.1 / відп. за випуск. д.ю.н., проф.. В. М. Дрьомін ; Націон. ун-т «Одеська юридична академія». — Одеса: Фенікс, 2012. — 823 с. С. 324—326.
51. Афанасьєва М. В. Зловживання суб'єктивним виборчим правом/ М. В. Афанасьєва // Право України. — 2013. — № 5. — С. 134—144. www.apdp.in.ua/v61/27.pdf
52. Афанасьєва М. В. Призначення дати виборів до органів публічної влади з підстав політичної доцільності / М. В. Афанасьєва М. В. // Вісник Центральної виборчої комісії. –2012. — № 3. — С. 56-65. http://www.cvk.gov.ua/visnyk/pdf/2012_3/visnik_st_15.pdf
53. Афанасьєва М. В. Зловживання суб'єктивним виборчим правом / М. В. Афанасьєва // Держава і право: проблеми становлення і стратегії розвитку: Збірник матеріалів V міжнародної науково-практичної конференції (19-20 травня 2012 року, м. Суми) І частина / Сумська філія Харківського національного університету внутрішніх справ. — Суми 6 ТОВ «Друкарський дім „ПАПІРУС“, 2012. — С. 131—133.
54. Афанасьєва М. В. Призначення дати виборів до органів публічної влади з підстав політичної доцільності // Теоретичні та практичні проблеми забезпечення сталого розвитку державності та права: матер. Міжнар. наук. конф. (Одеса, 30 листопада 2012 р.) Т.1 / відп. за випуск. д.ю.н., проф.. В. М. Дрьомін ; Націон. ун-т „Одеська юридична академія“. — Одеса: Фенікс, 2012. С. 324—326.
55. Афанасьєва М. В. Перспективна та ретроспективна оцінка ефективності виборчого законодавства // Правове життя сучасної України: матер. між нар. наук.- прак. конф. (16-17 травня 2013 р) Т. 1 / відп. за випуск д.ю.н. проф. Дрьомін ; Націон. ун-т „Одеська юридична академія“. — Одеса: Фенікс, 2013 — С. 277—278.
56. Афанасьєва М. В. Правовий моніторинг законодавства та практика його застосування в Україні/ М. В. Афанасьєва Актуальні питання публічного та приватного права у контексті сучасних процесів реформування законодавства»: Матеріали міжнародної науково-практичної конференції, м. Херсон, 26-27 квітня 2013 р. — Херсон: Видавничий дім «Гельветика», 2013 — С.50-51.
57. Афанасьєва М. В. Прогнозування та моніторинг результатів законотворчості: європейський, російський та український досвід/ М. В. Афанасьєва М. В. // «Особливості нормотворчих процесів в умовах адаптації законодавства України до вимог Європейського Союзу»: матеріали міжнародної науково-практичної конференції, м. Херсон, 14-15 червня 2013 р. — Херсон: Видавничий дім «Гельветика», 2013. — 224 с. С. 40-42.
58. Афанасьєва М. В. Доктрина «політичного питання» у пізнанні конституційно-правових явищ та процесів/ М. В. Афанасьєва // «Національні та міжнародні стандарти сучасного державотворення: тенденції та перспективи розвитку»: міжнародна науково-практична конференція, м. Донецьк, 22-23 червня 2013 р. — Д. : Східноукраїнська наукова юридична організація, 2013. — 108 с. С. 31-34.
59. Афанасьєва М. В. Інструментальний підхід до пізнання конституційно-правової дійсності /М. В. Афанасьєва // Методологія науки сучасності — частина І (Економічні, Юридичні ауки, Педогогічні науки, Соціальні комунікації): міжнародна конференція, м. Київ, 29 червня 2013 р. Центр наукових публікацій. — 118 с. С.34-37.
60. Афанасьева М. «Концепция законопроекта VS пояснительная записка» в обеспечении эффективного законотворческого процесса / М. Афанасьева — Закон и жизнь. — 2013. — № 11/4. — 3 — 7.
61. Афанасьева М. В. Инструментальный подход к законотворческому процессу / М. Афанасьева // Закон и жизнь. — 2013. — № 12. — С. 21 — 25 http://www.legeasiviata.in.ua/archive/2013/12-2/06.pdf
63. Афанасьева М. В. Перспективная и ретроспективная оценка эффективности избирательной инженерии / М. Афанасьева // Закон и жизнь. — 2014. — № 3. — С. 11–14. http://www.legeasiviata.in.ua/archive/2014/3-3/03.pdf [Архівовано 13 лютого 2021 у Wayback Machine.]
64. Афанасьева М. В. Соотношение понятия «избирательная инженерия» со смежными юридическими категориями / М. Афанасьева // Закон и жизнь. — 2014. — № 4. — С. 8–12. http://www.legeasiviata.in.ua/archive/2014/4-2/02.pdf [Архівовано 13 лютого 2021 у Wayback Machine.]
65. Афанасьєва М. В. Телеологічна складова виборчої інженерії / М.Афанасьєва // Юридичний вісник. — 2013. — № 3. — С. 66-67 http://yurvisnyk.in.ua/v3_2013/11.pdf [Архівовано 22 квітня 2022 у Wayback Machine.]
66. Афанасьєва М. В. Інструменталізм у виборчій інженерії // Правове життя сучасної України: матер. між нар. наук.- прак. конф. (16-17 травня 2014 р) у 2 т. Т. 1 / відп. за випуск д.ю.н. проф. Дрьомін. — Одеса: Юридична література, 2014 — С. 133—135.
67. Афанасьєва М. В. Доктрина «політичного питання» в українському виборчому праві /М. Афанасьєва // Наукові праці НУ «Одеська юридична академія». — 2013. — № 13 (до друку)
68. Афанасьєва М. В. Поняття та структура виборчої інженерії / М. Афанасьєва // Вісник Центральної виборчої комісії. — 2014 (до друку).

## Нагороди
Указом Президента України від 1 грудня 2017 року присвоєно звання «заслужений юрист України».
У 2015 р. стала лавреатом премії імені Ярослава Мудрого, яку заснували Національна академія правових наук України та Національний юридичний університет імені Ярослава Мудрого, у номінації «За видатні досягнення в науково-дослідницькій діяльності з проблем правознавства».
Має подяку від Центральної виборчої комісії 2012 року.